# Kiviak
Il kiviak o kiviaq è un piatto tradizionale invernale della cucina degli Inuit groenlandesi preparato dalla fermentazione di gazze marine (Alca torda) e gazze marine minori (Alle alle) all'interno di una pelle di foca.

## Preparazione
La preparazione del kiviak avviene inserendo fino a 500 gazze marine intere all'interno di una pelle di foca cercando di eliminare più aria possibile dall'interno della stessa. La pelle viene quindi cucita e sigillata con del grasso di foca per tenere lontane le mosche. Infine, il tutto viene posto sotto un cumulo di pietre avendo l'accortezza di porre sulla pelle ripiena una larga pietra piatta in modo da evitare che vi si insinui dell'aria ma consentendo comunque di uscire ai gas che si formano nel corso della fermentazione delle carcasse dei volatili. In un periodo di circa tre mesi, i resti degli uccelli fermentano e possono essere così mangiati, spellati e crudi, durante il rigido inverno artico, in particolar modo in occasione di compleanni e matrimoni.

## Media
Questo piatto, dal particolare e molto accentuato sapore di gorgonzola, è considerato da molti come uno dei piatti più difficili da mangiare per una persona non facente parte delle popolazioni inuit, secondo la quale è invece considerato una delizia. Per questo, e per il suo essere un piatto fondamentale nella cultura inuit, è stato protagonista di diversi articoli e documentari, come il terzo episodio della serie della BBC del 2011 Human Planet.

## Intossicazioni
Nell'agosto 2013 diverse persone sono morte a Siorapaluk dopo aver mangiato kiviak realizzato utilizzando carne di edredone comune (Somateria mollissima) invece che di gazza marina minore. Al contrario di quanto accade con la carne di gazza marina, la carne di edredone non fermenta altrettanto bene e, se sottoposta alla sopraccitata lavorazione, può provocare il botulismo in chi la mangia.